# Điện tích cơ bản
Điện tích cơ bản hay điện tích nguyên tố, thường ký hiệu là e, là điện tích mang bởi một proton, hoặc tương đương, điện tích trái dấu mang bởi một electron.  Hay một điện tích bằng e = -1,6 x 10−19 C được gọi là điện tích nguyên tố. Điện tích nguyên tố là một hằng số vật lý cơ bản. Để tránh nhầm lẫn về dấu của nó, e thỉnh thoảng được gọi là điện tích dương cơ bản. Điện tích này có giá trị đo được xấp xỉ 1,602 176 634 × 10−19 C Trong hệ đo lường CGS, e bằng 480320425(10)×10−10 statcoulombs. Trong tự nhiên, không có hạt nào có điện tích nhỏ hơn điện tích nguyên tố. Độ lớn của điện tích của một hạt bao giờ cũng bằng mốt số nguyên lần điện tích nguyên tố.
Độ lớn của điện tích cơ bản do nhà vật lý Robert A. Millikan đo được lần đầu tiên trong thí nghiệm giọt dầu rơi năm 1909.